# نغر
النُغَر(الاسم العلمي: Serinus) هو جنس من الطيور الجاثمة يتبع فصيلة الشرشوريات ورتبة الجواثم.

## أنواع النغر
| صورة | الاسم العلمي        | الاسم العربي                     | توزيع                           |
| ---- | ------------------- | -------------------------------- | ------------------------------- |
|      | Serinus pusillus    | نعار أحمر الجبهة                 | تركيا وإيران                    |
|      | Serinus serinus     | نغر أوروبي                       | جنوب ووسط أوروبا وشمال إفريقيا  |
|      | Serinus syriacus    | نعار                             | سوريا ولبنان وفلسطين والأردن    |
|      | Serinus canaria     | كناري أطلسي                      | جزر الكناري وجزر الأزور وماديرة |
|      | Serinus canicollis  | نغر جنوب إفريقي [الإنجليزية]     | جنوب إفريقيا                    |
|      | Serinus flavivertex | كناري أصفر القلنسوة [الإنجليزية] | شرق إفريقيا                     |
|      | Serinus nigriceps   | سميلى حبشي [الإنجليزية]          | إثيوبية                         |
|      | Serinus alario      | كناري أسود الرأس [الإنجليزية]    | ليسوتو وناميبيا وجنوب إفريقيا   |

## الكناري الأمريكي المغرد
إنه طائر جميل غنائه أكثر، فإذا كنت معنيا في شراء كناري جميل التغريد ، فهو كذلك. 
وهو هجين محسن وجد في أمريكا لأول  سنة 1930 ولذلك سمي بالأمريكي، فهو ثلثين رولر وثلث بوردر ومعدل فترة حياته عشر سنوات. ومنها ألوان عدة مثل الأصفر الصافي والمخضر و البرونزي والأبيض والبني وغيرها.

## الكناري الرولر الألماني
الأكثر شهرة في غنائه المتواصل والعذب وهو مغلق منقاره. الرولر الألماني واشهره أتى من جزر الكناري قبل 500 سنة عن طريق البحارة إلى إيطاليا ومنها إلى ألمانيا وطور فيها. حساس جدا باختلاف درجة الحرارة لا يتحمل البرودة ولا الحر. ويربى لصوته وبعضها يمتاز بمنقاره المستوي. ويمكنك أن تميزه عن غيره بغنائه ومنقاره مغلق ونغمته المتواصلة التي لا ترتفع ولا تنخفض حدتها.

## الكناري البلجيكي (ووترسلاجر)
صوته العذب أسر أذان الناس منذ سنين طويلة ولم يزل. غنائه رائع جدا. ليست اجتماعية على الإطلاق كباقي الكناري. لذا يجب فصلهم حتى منذ الصغر وهم أفراخ. حتى أنها لا تتجاوب مع الأنواع الأخرى في نفس المكان لكنك سوف تستمتع جدا بغنائها. وتغريده يشبه أصوات الماء عندما تسقط قطرات الماء في بركة (كلوك) لذا سمي بالووترسلاجر. أول ما عرف بلونه الأصفر لكن منذ عشرون سنة وجدت ألوانا أخرى. عيناها أسودان تلمعان ومنقارها صلب وأغلظ وأطول من غيرها.

## التيمبرادو الإسباني
عرف في إسبانيا، ويعتبر الأقرب جينيا للكناري البري. غنائه يحتوي على اثني عشر نغمة مختلفة. ألوانها متعددة وتستمتع جدا في أخذ حماما منعشا. ذيلها يشبه ذيل السمكة (عريض) وأرجلها قصيرة. يعتبر الأنقى في إسبانيا حيث أنه تربى لغنائه فقط ولم يهجن لعده ألوان. سمي التيمبرادو لأن صوته يشب صوت الآلات الجرسية الشعبية في إسبانيا.

## سلالة النوع

### البوردر
يعتقد أنه وجد في سكوتلاند ويمتاز برأسه الكبير الدائري وجسمه الدائري أيضا. ليس لأنها تربى لونها لا تغني، بالعكس تغرد كباقي كل طيور الكناري. توجد بعدة ألوان وأكثرها شيوعا اللون الأصفر.

### الجلوستر
أشهر أنواع الكناري. صغير الحجم لكن ليس صغيرا بالنسبة لغيره. وجد في إنجلترا عن طريق تزويج بوردر صغير الحجم مع الرولر المقمبر (رأسه عليه ريش مثل التاج) وأيضا النرويجي المقمبر في أول التسعينيات من القرن الماضي. يأتي بنوعين المقمبر وغير المقمبر. والجلوستر اشتهر برأسه المقمبر مثل القبعة. جناحيه ورجليه قصيرين. يجب أن ننتبه عند تزويج زوج الجلوستر. أولا يجب أن لا نزوج ذكر جلوستر وأنثى جلوستر الصفة الغالبة بهما هي اللون الأبيض حيث ربع الأفراخ تموت إما في البيض أو بعد التفقيس. ثانيا يجب أن لا نزوج ذكر جلوستر مقمبر مع أنثى جلوستر مقمبرة. فإذا كان الذكر مقمبر يجب أن تكون الأنثى غير مقمبرة، وإذا كانت الأنثى مقمبرة يجب أن يكون الذكر غير مقمبر.

### الفيفي
بعد الحرب العالمية الثانية بدأ بعض المربين البريطانيين في تكبير حجم البوردر حيث كان صغير الحجم وبعد عدة تهجينات ظهر البوردر المعروف. لكن البعض
الآخر حافظ على البوردر صغير الحجم وطوروه وسمي بالفيفي لذا البعض يعتبره بالبوردر صغير الحجم. الفيفي من أصغر طيور الكناري حجما فلا يتعدى طوله 11 سم.

### الباريزيان المفتّل (الباريسي)
من أهم طيور الكناري المفتّلة وكما يدل اسمه فقد طوّر في فرنسا في منتصف القرن التاسع عشر. فهو هجين بين الكناري الهولندي المفتّل مع كناري كبير الحجم مثل اللانكشير. فدمج تفتيل الريش مع الحجم الكبير. يمتاز كما الكناري المفتّل بريشه الطويل المفتول على كل جسمه. أعقد أنواع التهجين فهو يختلف كليا عن الكناري العادي والبري لكبر حجمه (أكثر من 20 سم) وريشه المعكوف حتى أن الناظر إليه يعتقد أنه من الحمام. به مشاكل جينية مثل بعضها يفقس أعمى والمعدل المرتفع لموت الأفراخ داخل البيض، وأيضا إفراز الكيراتين بكميات عالية جدا مما يجعل الأظافر طويلة ومعكوفة.

## سلالة اللون

### الكناري ذو العامل الأحمر (ريد فاكتر)
كما الاسم يدل عليه فهو يمتاز بلونه الأحمر. أخذ هذا اللون عن طريق تزويج أنثى كناري مع ذكر طائر السيسكين الأحمر. السيسكين يحتوي على جين مسؤول
عن اللون الأحمر وبالتالي سوف يعطي الكناري المهجن اللون الأحمر. ولحسن الحظ الكناري المهجن (المول) يمكنه أن يتكاثر مثله كمثل الكناري الطبيعي (غير عقيم) بعكس بعض طيور الكناري المهجنة. في البراري تأكل الطيور كل ما تريد فإذا كانت طيور السيسكين أخذت الصبغة الحمراء من الغذاء فيجب أن نوفر للكناري ذو العامل الأحمر الطعام الذي يحتوي على الصبغة الحمراء مثل الكاروتينويد. إذا لم يتوفر يمكن شراء صبغة صناعية تخلط مع الغذاء وطيلة فترة طرح الريش يجب توفيرها حتى يبقى محافظ على لونه الأحمر.

## أنظر أيضًا
- رقاح
- أسيتي